# アパート

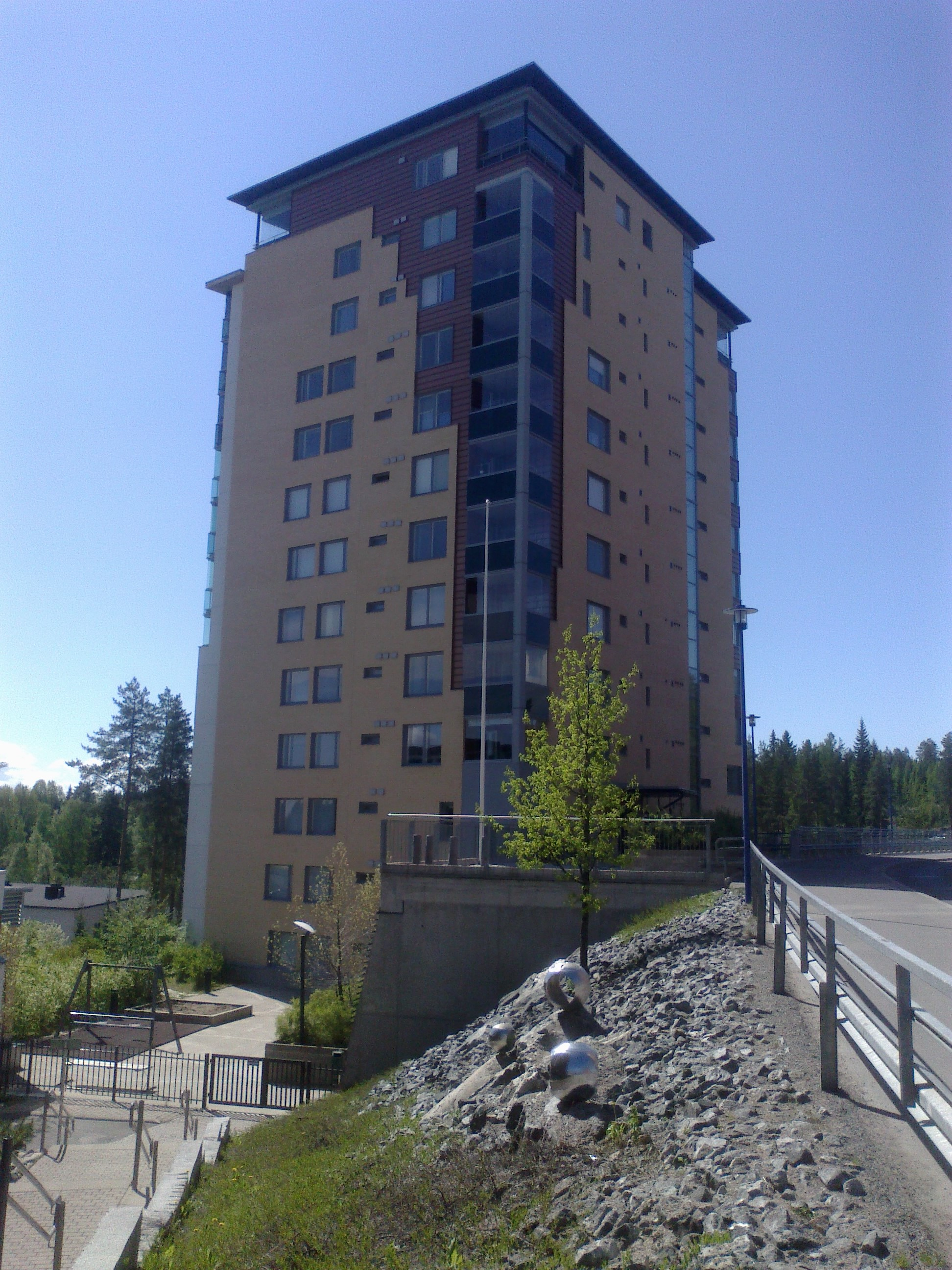
フィンランド、クオピオのアパート

アパートとは、建物の内部を複数に区切り、それぞれを独立した住居として居住用として供与する集合住宅。英語「アパートメント (apartment)」を元にした和製英語。フランスで言うアパルトマン(appartement)。かつては分譲住宅に対しても用いられたが、現在ではほとんどの場合において賃貸物件を指す用語となっている。
同種の共同住宅のうち、比較的大規模・豪華なものは日本では「マンション」と称されることが多いが、マンションは本来は「豪邸」の意味であるため日本でしか通用しない。

## 概要
日本では1910年、東京上野池之端に、5階建て木造アパート、70室の洋風賃貸、洗面所、浴室、電話は共用の「上野倶楽部」ができた。これをもって11月6日は｢アパート記念日｣とされる。関東大震災後には同潤会アパートが建設された。鉄筋コンクリート造の集合住宅は都市居住の中でも質の高いものであったが、のちに木造で質の低い賃貸の集合住宅にもアパートという名称が付けられるようになった。このため、鉄筋コンクリート造りの建造物については、マンション（本来は「邸宅」の意味）という名称が多用されるようになった。不動産取り引きの通称として、構造的な区分からは木造、軽量鉄骨造で建築された建築物をアパートと言う。これに対し、マンションは鉄筋コンクリート造、鉄骨鉄筋コンクリート造、鉄骨造、またはその他の構造で建築されたものを指す。これらでは集合住宅の性質上、隣室へ室内で立てた音が伝わりやすい。騒音による隣人間のトラブルも頻発している。このほかにも火災や水漏れ等の被害が隣家・階下に伝播する恐れがある事が問題となる。なお、米軍統治の歴史があり、気候が日本と違う事で木造や鉄骨造の家屋の少ない沖縄県では、鉄筋コンクリート造の集合住宅も一般にアパートと呼ばれており、マンションという用語は主として日本で近年建造された高層住宅に対して用いられる。

## 日本のアパート

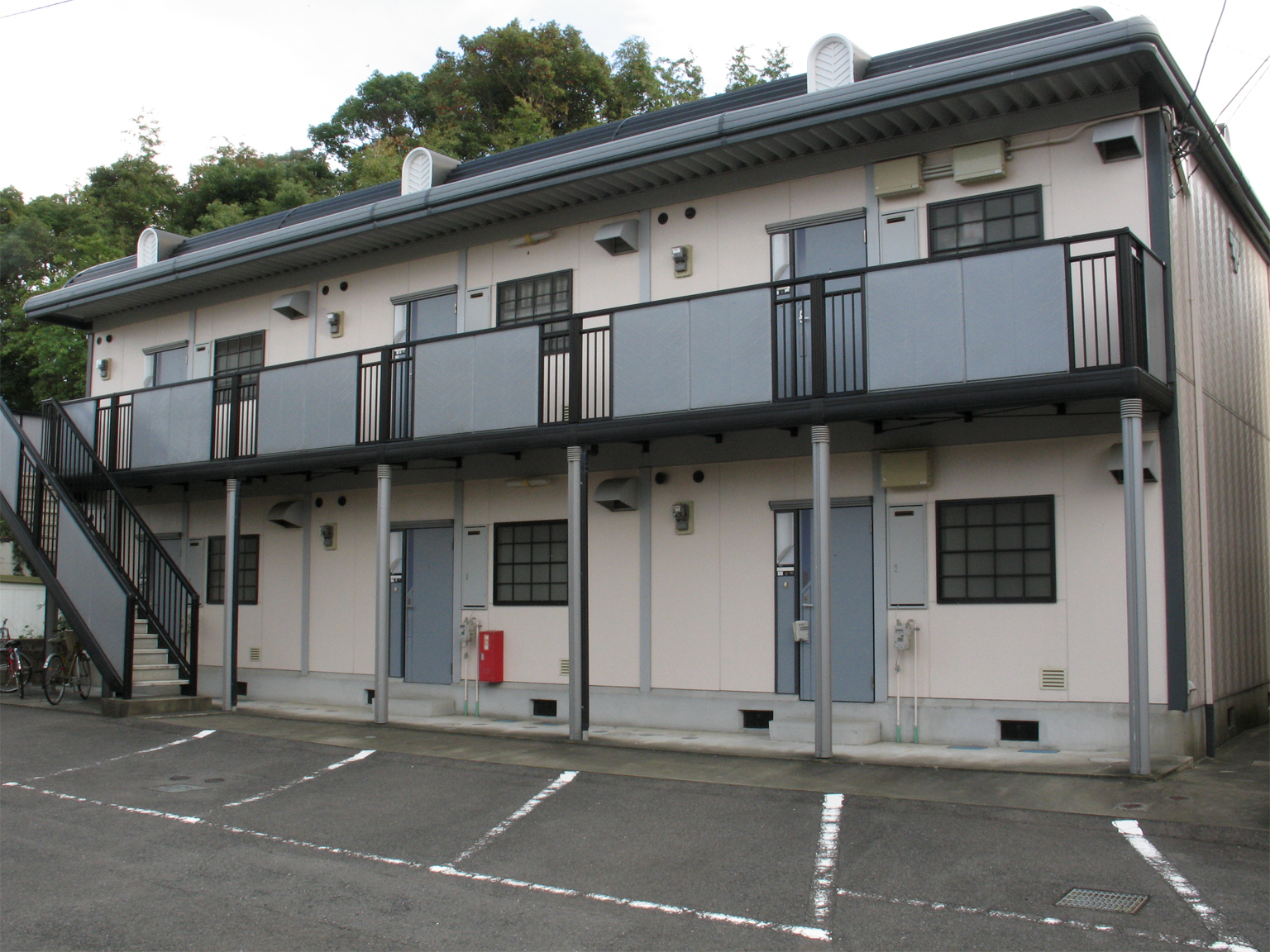
日本の典型的2階建てアパート

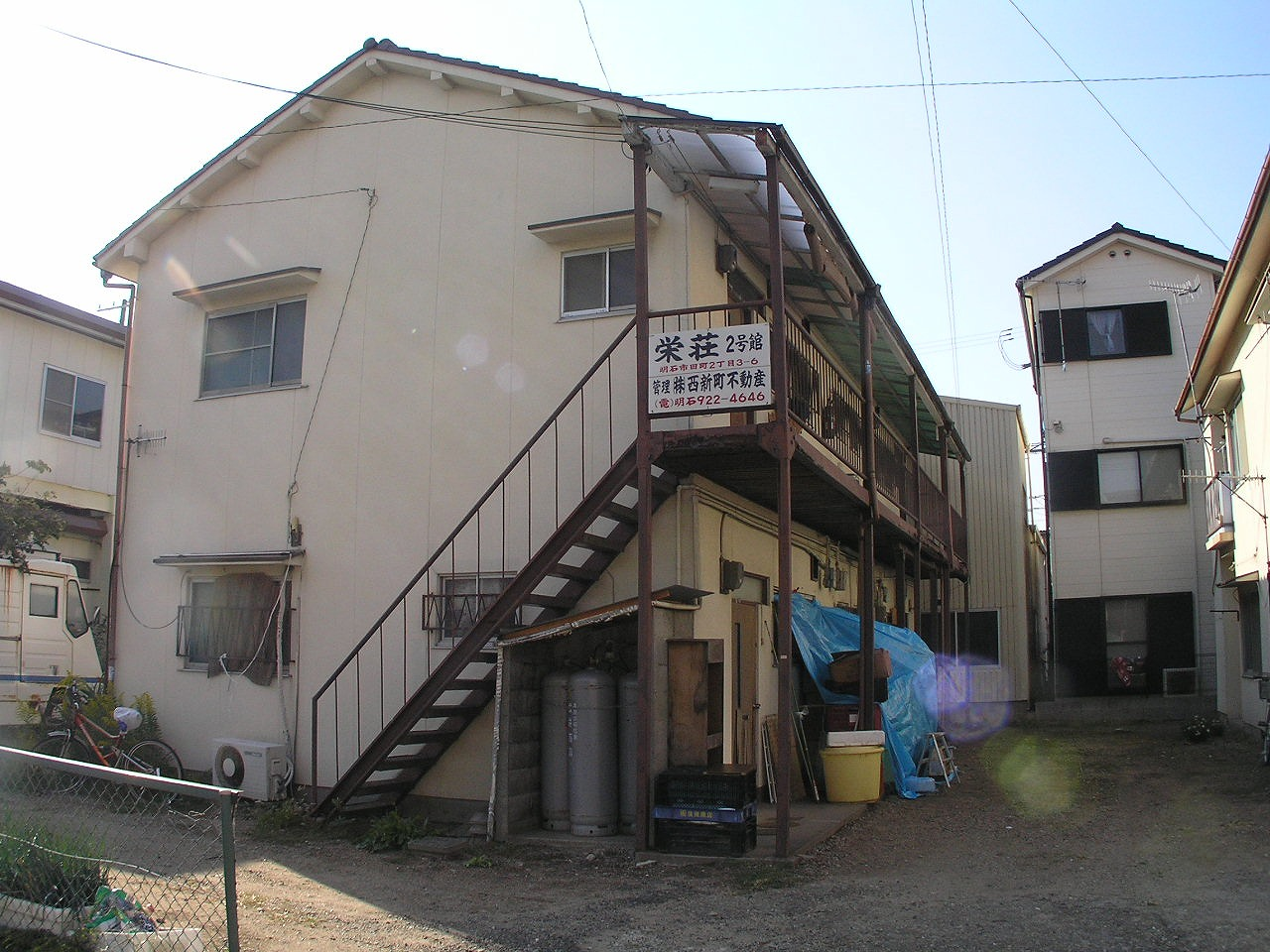
関西地方に多く見られる文化住宅 (画像は兵庫県明石市のもの)

階数的には木造、軽量鉄骨造の構造上の制限により2階建てなどの低層住宅が多い。マンションには低層住宅、中高層住宅、高層住宅、もしくは超高層住宅があり、階数による区別はないが、一般的な概念としては中高層住宅、高層アパートの様式をマンションと呼ばれている。
建物規模、敷地規模および戸数の観点から前項の一般的な概念によるマンションに比べてアパートは2 - 3階建ての小規模・低層が多く、建築設備的にエレベータが設置されたアパートは稀である。こうした傾向は日本の法令上、3階建て住宅には構造計算書の提出が義務付けられており、建設に際して2階建て以下とは明確なハードルが存在すること（4号特例）から、木造2階建て以下で初期投資や家賃を安く抑えるか、3階建て以上で鉄骨造、鉄筋コンクリート造などより高付加価値な物件とするかの判断が分かれることによる。加えて都市計画法における建物の高さ制限が課される高度地区の存在が、高層住宅を建築できる箇所と不可能な箇所という用地利用性の格差を生じさせることも、住宅の規模や格差乖離を助長している。
建築基準法上はマンションと同じ共同住宅に区分されるもののほか、2階建以上でも長屋住宅に区分されるものがあり、両者は共有通路の有無で異なる（共有通路を経なければ各戸に入れないのが共同住宅）
やや高級な集合住宅を「コーポラス」、略して「コーポ」と称し差別化することもあるが、近年では使い分けが曖昧になっている。関西地方では、水まわりの独立したアパートのことを文化住宅とも呼称する。
近年では、いわゆる「マンション」について「コンドミニアム」（略称「コンド」）という用語が用いられることも増えている。また、アパートにIoTを搭載した「スマートホーム」も話題になっており、アパートの先進化が進んでいる。

### 下宿・風呂なしアパート
最近はあまり見かけないが、かつて学生に多く利用された下宿屋という住居の形態がある。原則として管理者である大家との同居であり、個室として貸した部屋に下宿人が住む形式である。一般にトイレや風呂、台所などの水まわりは共同で、賄いとして食事の提供が行われることもある。家賃は総じて安価である傾向が強い。
なお下宿営業は、旅館業法に規定される宿泊施設であり、施設を設け、14日以上宿泊すると状況に応じて宿泊料が付加価値を持ってしまう場合もある。人を宿泊させるためには行政等からしっかりした許可がなければならない。（旅館業法第2条第5項）。
初期のアパートは、こうした宿所の各部屋に玄関を設け、独立した住居へと発展させたものと考えられる。1950年代から1960年代に多く建てられた玄関共有、内廊下、風呂なし（銭湯を利用）、共同トイレ、台所、洗濯場という形態である。このような形態は「木賃（もくちん）アパート」と称される（本来は単に「木造賃貸」の略だが、現代では設備が乏しい、あるいは老朽化しているものを指すことが多い。安宿を木賃宿と呼んだことからの連想とも）。古いものでは郵便箱なども共同で、各々の部屋はあくまでも個人が寝たりくつろぐ場所に過ぎない傾向も見られた。
こうした古いタイプの共同住宅に関しては、漫画では松本零士の大四畳半シリーズ（『男おいどん』など）にも登場する。福谷たかしの『独身アパートどくだみ荘』は、まさにこのアパートが舞台となっている。昭和中期より活躍している漫画家には、当時の漫画はあまり儲からなかったため、下宿やアパート生活経験者も少なくない（ → トキワ荘）。昭和末期でありながら漫画「陽あたり良好!」に登場する「ひだまり荘」のような描写もあった。また、日雇い労働者たちの寄せ場のある地区にはドヤと呼ばれる簡易宿所も多く見られる。そのほとんどは2 - 3畳程度の個室で、かつてのアパートの特徴を備えているところも多い。
2005年に前後して、地方から手ぶらで首都圏に仕事にやってくる人が安価に泊まれるところとして、ふたたびこうした宿が注目を浴びている。ネットカフェや個室ビデオ店の延長として、レストボックスと呼ばれるビルの一室をゲストハウスに改造した施設もある。「あくまでも事務所貸し」として宿泊を認めないところもあるが、朝日新聞が2005年7月11日に報じたところによると、従来よりオフィス街でブルーカラー労働者の通勤範囲外で労働者空白地帯だった所に、ビル清掃・解体工事など一定の労働力確保を必要とする業者が、自社で管理する空きビルのフロアに多段式ベッドを入れるなどして簡易宿泊施設に改装、労働力の獲得に成功している。

### アパート人種
アパートに住居する人は戦前よりアパート人種とも呼ばれていた。
1933年時点ではアパート人種の多くは文化的に活躍する知識階級の人で構成されていたと報道され、東京府では1934年末より東京府社会課がアパートの詳細な調査を開始したが、1936年時点の東京府のアパート人種は無職 10,773人、学生 4,440人、会社員 3,667人、女給 842人、官吏 803人、店員 700人、事務員 696人、自動車運転手 444人で構成されていたとされる。あるアパートにおける警察の調査によれば無職の女性はいわゆる第二号夫人であり、その旦那（小父さん）は商人が多かったとされる。

## 英国のアパートメント

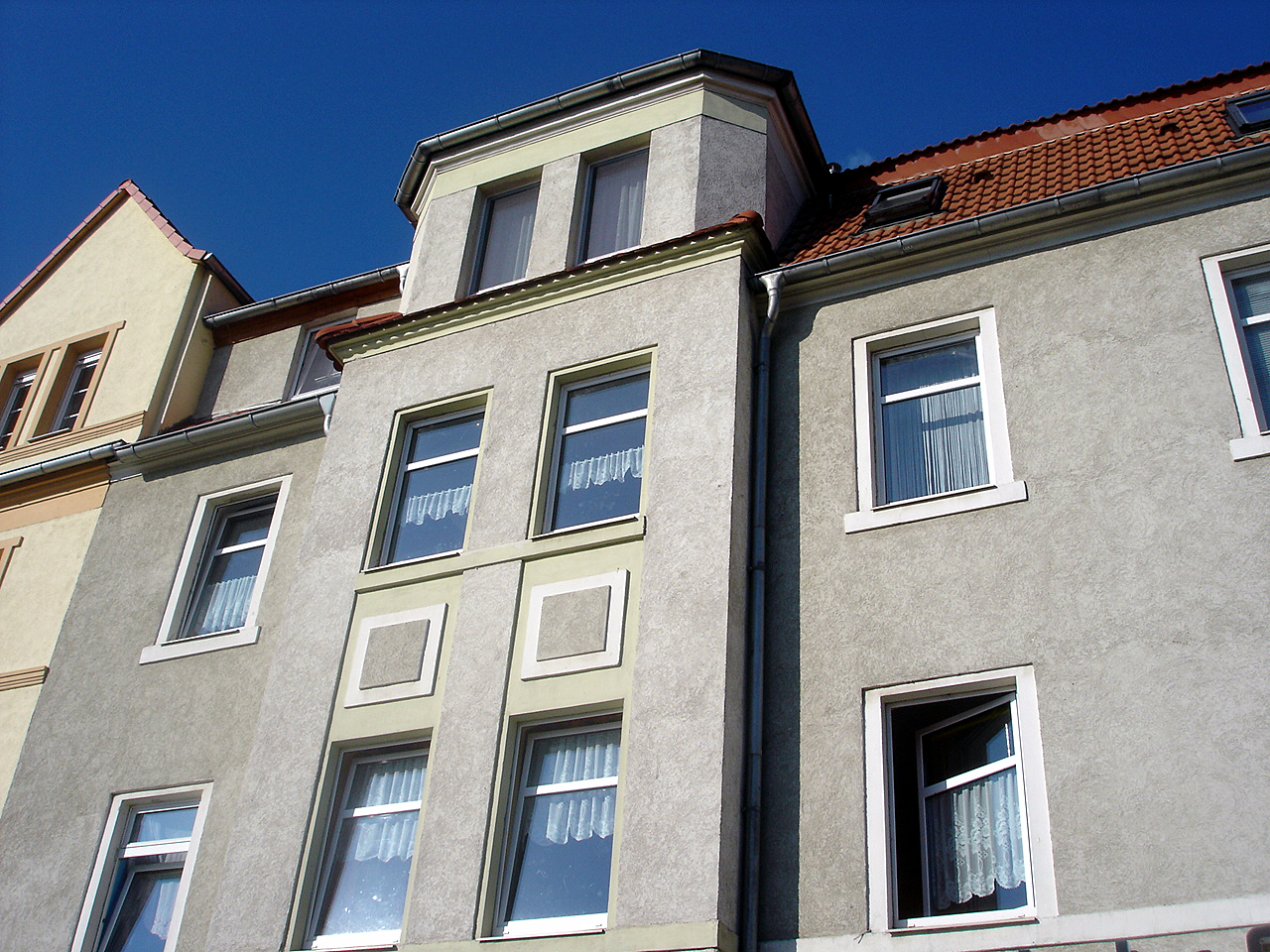
ヨーロッパのアパートメント

ヨーロッパでは地盤が磐石で、また19世紀より産業革命で都市部への人口集中がおこったため、これらの労働者へ住居を貸し出すためにアパートメントが発達し、また当時の建物が改築されてはいる事が多いがそのまま現存・利用されている。
イギリスでは、このアパートメントは通りに沿って建てられた2 - 3階建ての建物が横方向には隣家と接しており、必然的に建て増しは垂直方向にのみ行われた。この結果、木造・モルタル壁などの4、5階建ての集合住宅がロンドン市内には普遍的に見られ、これらは幾度もの所有者の変更により、住宅・商店・宿泊施設（B&B（Bed & Breakfastの略）と呼ばれる安宿など）に利用されている建物もある。
中にはかつての複数戸の横の壁を打ち抜いて連結し、番地的には複数戸から成る一軒の建物や、逆に従来の建物を中で仕切って二軒に分割した物もある。